# Pliciloricus diva
Espèce
Pliciloricus diva est une espèce d'animaux microscopiques marins de l'embranchement de loricifères et de la famille des Pliciloricidae.

## Distribution
Cette espèce a été découverte à 5 423 m de profondeur dans le bassin de l'Angola dans l'océan Atlantique Sud.

## Publication originale
- Gad, 2009 : A clearly identifiable postlarva in the life cycle of a new species of Pliciloricus (Loricifera) from the deep sea of the Angola Basin. Zootaxa, n. 2096, p. 50–81 (texte intégral).